# Chomiczak szary
Chomiczak szary (Nothocricetulus migratorius) – gatunek ssaka z podrodziny chomików (Cricetinae) w obrębie rodziny chomikowatych (Cricetidae).

## Zasięg występowania
Chomiczak szary występuje w Eurazji zamieszkując w zależności od podgatunku:
- N. migratorius migratorius – północny Irak, Iran, Kazachstan, południowo-zachodnia Syberia (obwód omski), Uzbekistan, Turkmenistan, Kirgistan, Tadżykistan, Afganistan, Pakistan, północno-zachodnie Indie (Dżammu i Kaszmir), północna Chińska Republika Ludowa (Sinciang, Qinghai, Gansu, Mongolia Wewnętrzna i Ningxia) oraz Mongolia.
- N. migratorius phaeus – północno-zachodnia Rumunia, Mołdawia, Ukraina, środkowa i południowa część europejskiej Rosji, południowo-wschodnia Bułgaria, wschodnia Grecja, Turcja, Gruzja, Armenia, Azerbejdżan, Liban, Izrael, wschodnia Syria i Jordania.

Nieopisana populacja występuje w Górach Kuramińskich w Uzbekistanie.

## Taksonomia
Gatunek po raz pierwszy zgodnie z zasadami nazewnictwa binominalnego opisał w 1773 roku niemiecki przyrodnik Peter Simon Pallas nadając mu nazwę Mus migratorius. Holotyp pochodził z dolnego biegu rzeki Ural, w zachodnim Kazachstanie. Jedyny przedstawiciel rodzaju Nothocricetulus który opisał w 2018 roku zespół rosyjskich zoologów.
N. migratorius we wcześniejszych ujęciach systematycznych zaliczany był do rodzaju Cricetulus, jednak badania przeprowadzone w 2018 roku w oparciu o dane genetyczne wykazały, że takson ten należy do monotypowego, nowo utworzonego rodzaju Nothocricetulus. Dane genetyczne wykazały również, że w obrębie gatunku istnieją dwa klady, które można przypisać wyróżnianym podgatunkom, a trzeci klad z Gór Kuramińskich w Uzbekistanie nie została jeszcze nazwany. Autorzy Illustrated Checklist of the Mammals of the World rozpoznają dwa podgatunki.

### Etymologia
- Nothocricetulus: gr. νοθος nothos „fałszywy, nieprawdziwy”; rodzaj Cricetulus Milne-Edwards, 1867 (chomiczak)[2].
- migratorius: łac. migratorius „migrujący, wędrowny”, od migrator, migratoris „tułacz, wędrowiec”, od migrare „wędrować, migrować”[28].
- phaeus: gr. φαιος phaios „mroczny, brązowy, szary, ciemny”[28].

## Morfologia
Długość ciała (bez ogona) 85–150 mm, długość ogona 19–39 mm, długość ucha 15–21 mm, długość tylnej stopy 14–18 mm; masa ciała 20–58 g.

## Ekologia
Zamieszkuje Lasostepy, stepy, mokre tereny, półpustynie i pustynie. Na południu może zamieszkiwać siedziby ludzkie, w szczególności budynki gospodarskie, gdzie ma pod dostatkiem pożywienia.
Chomiczak szary prowadzi nocny tryb życia. Czasami kopie własne nory, choć bardziej lubi mieszkać w tych wykopywanych przez inne gryzonie. W razie niebezpieczeństwa ukrywa się w niej, gdyż tak jak myszy i szczury ma krótkie łapy, które uniemożliwiają szybki bieg. Pożywienie – nasiona trzyma w odległości 100–500 m za norą. Chomiczak nie zapada w sen zimowy ani odrętwienie (jest mało aktywny), dlatego, żeby zapewnić sobie pokarm, przed zimą zbiera do 800 g nasion.